# لی یونگ جین
لی یونگ جین (کره‌ای: 이용진؛ زادهٔ ۱۸ نوامبر ۱۹۸۵) کمدین و خواننده اهل کره جنوبی است. او کار خود را به عنوان میزبان کمدی بیگ لیگ آغاز کرد. لی صاحب یک رستوران ساشی‌می معروف به نام «۹۶۰» در گانگ‌وون است که در اوت ۲۰۱۴ افتتاح شد.

## انسان‌دوستی
لی در ۹ فوریه ۲۰۲۳، ۳۰ میلیون وون برای کمک به زمین‌لرزه ۲۰۲۳ ترکیه–سوریه از طریق صلیب سرخ کره اهدا کرد.